# Ralph Herforth
Ralph Herforth est un acteur allemand né le 15 janvier 1960 à Herford.

## Filmographie

### Cinéma
- 1992 : Glück 1 : Felipe
- 1992 : Schattenboxer : Guido
- 1993 : Night Train to Venice : Skin Max
- 1995 : Bunte Hunde : Flip Weber
- 1996 : Fête des pères : Di Santis
- 1997 : Paradis express : Assistant Keller
- 1997 : Die Feuertaufe : Tom Felber
- 1998 : L'Engrenage : Muhamer
- 1998 : Der Eisbär : le policier en civil
- 1999 : Bang Boom Bang : l’acteur porno
- 2000 : Kanak Attack : Bülent
- 2000 : Marmor, Stein & Eisen : Bullwitzer
- 2000 : Die Prüfung : le père de Noah
- 2001 : Gone Underground
- 2001 : Always Crashing in the Same Car : Fred
- 2002 : La Falaise : Jürgen Benthagen
- 2002 : Detective Lovelorn und die Rache des Pharao : Commissaire LeBouche
- 2002 : Erkan and Stefan : Dravolda
- 2003 : Unknown Man : l'homme inconnu
- 2004 : Une famille allemande : Heinz
- 2005 : Æon Flux : un jardinier
- 2006 : Der erste Engel
- 2007 : Günstige Prognose : Uwe Korselt
- 2007 : Achterbahn : un homme
- 2007 : Lamento : Thomas Reitz
- 2008 : Märzmelodie : Ralph
- 2008 : Speed Racer : Taylor
- 2008 : Der Weltenbauer : Erik Faber
- 2008 : 1 1/2 Ritter - Auf der Suche nach der hinreißenden Herzelinde : Walter Sattler
- 2009 : Unter Strom : Jochen Kaminski
- 2009 : Implacable : Kellermann
- 2011 : Swans : le père et Tarso
- 2012 : Un témoin pour cible : un patrouilleur
- 2012 : Agent Ranjid rettet die Welt : Shankar
- 2012 : Slave
- 2013 : Fruchtfliegen : Hugo
- 2014 : Vergrabene Stimmen : M. Omar
- 2015 : 8 Saniye : Michael
- 2016 : Der Koffermacher : l'Obersturmbannführer
- 2019 : Mick Brisgau : EKHK Müller
- 2019 : Heritage : Dr White
- 2020 : Les Phénomènes : Gerhart
- 2020 : Le Roi des corbeaux : Schwarzenegro
- 2023 : La Zone d'intérêt : Oswald Pohl
- 2023 : Überleben in Brandenburg : Clemens

### Télévision
- 1990 : Aventures à l'aéroport : Ulrich Kanowski (1 épisode)
- 1990 : Inspecteur Derrick : Kessler (1 épisode)
- 1992 : La Traque infernale : Kraus (3 épisodes)
- 1992-2004 : Soko brigade des stups : Bockhorn et Eckhard Eybler (2 épisodes)
- 1992-2004 : Wolff, police criminelle : Konrad Roder et Swoboda (2 épisodes)
- 1992-2024 : Tatort : plusieurs personnages (6 épisodes)
- 1994 : Le Renard (1 épisode)
- 1994 : L'Enquêteur : Robert Wolf (1 épisode)
- 1994 : Rex, chien flic : Steiner (1 épisode)
- 1994-2002 : La Preuve par deux : Erik Gruber, Mungo et Thomas Oxfort (3 épisodes)
- 1994-2004 : Commissaire Léa Sommer : Klaus Exner et Ulf (2 épisodes)
- 1995 : Peter Strohm : Fahrer (1 épisode)
- 1995 : Und tschüss : Schlecker (2 épisodes)
- 1996-1999 : Adelheid und ihre Mörder : le père et Nimmert (2 épisodes)
- 1997 : Le Désert de feu : Grosko Jubayr (3 épisodes)
- 1997-2017 : Un cas pour deux : Arno Dehner, Horst Felsenstein et Commissaire Roth (5 épisodes)
- 1999 : Balko : Rickesmann (1 épisode)
- 1998-2000 : T.E.A.M. Berlin : Frank Lanart (4 épisodes)
- 1999 : Delta Team : Robert Markham (2 épisodes)
- 2001 : Rats : L'invasion commence : Frank Dabrock
- 2002 : SFT : Rainer Lause (1 épisode)
- 2002 : Verdammt verliebt : John Coon (6 épisodes)
- 2003 : Duo de maîtres : Andreas Maurer (1 épisode)
- 2004 : Einmal Bulle, immer Bulle : Marc Gassner (2 épisodes)
- 2004 : Rats 2 : L'Invasion finale : Frank Dabrock
- 2004 : Le Sang des Templiers : Cedric Charney
- 2004 : Une île en héritage : Phil Finch
- 2006-2024 : Unter anderen Umständen : Matthias Hamm (22 épisodes)
- 2007 : Alerte Cobra : Rolf Dorn (1 épisode)
- 2009 : Emilie Richards : Charles Cahill (1 épisode)
- 2009-2011 : Brigade du crime : Lothar Brandt et Ralf Decker (3 épisodes)
- 2010 : Allein gegen die Zeit : Andreas Schier (5 épisodes)
- 2010 : Mick Brisgau : Thomas Rühle (1 épisode)
- 2010 : Schloss Einstein : rédacteur en chef Riesmüller (2 épisodes)
- 2010 : Le Gardien du rideau de fer : l’avocat Pankow
- 2010 : Sacré Charlie : Harald Meisner (1 épisode)
- 2010-2014 : Division criminelle : Alfred Becker et Rolf Stahl (2 épisodes)
- 2011 : Polizeiruf 110 : Dr Lutz (1 épisode)
- 2012 : À la poursuite de la chambre d'ambre : Gremme
- 2012 : Add a Friend : Marc Münchberger (5 épisodes)
- 2015 : Une équipe de choc : Ulf Schröder (1 épisode)
- 2016 : Der Kroatien Krimi : Jerko Novak (1 épisode)
- 2016 : Ma mère, le véto : Dr Roman Blum (13 épisodes)
- 2017 : Die Eifelpraxis : Henning Maurer (2 épisodes)
- 2017-2019 : Jerks : Ralph Herforth (2 épisodes)
- 2019 : Berlin Station : Helmut (1 épisode)
- 2019 : Professor T. : Michael Walter (1 épisode)
- 2021 : 8 Zeugen : Robert Dietz (8 épisodes)